# HSDPA
A HSDPA (mozaikszó az angol High-Speed Downlink Packet Access kifejezésből, tükörfordításban „nagysebességű csomagletöltési hozzáférés”) harmadik generációs (de mivel a 3G-n alapul, ezért három és feledik vagy 3.5G-nek is nevezett) mobilkommunikációs protokoll, melyet előszeretettel használnak világszerte mobil internet illetve egyéb nagy sávszélességet igénylő szolgáltatások kiszolgálására. Feltöltésbeli megfelelője a HSUPA. A HSDPA a használt eszközöktől függően 1,8-3,6-7,2-14,4 Mbit/s maximális letöltési sebességű adatátvitelre képes. A maximális letöltési sebesség több mint az alkalmazás által elérhető sebesség, tehát amit a végfelhasználó érzékel. A szemléltetés kedvéért: a 7,2 Mbps-es sebességet a felhasználó FTP szinten körülbelül 6 Mbps-os sebességként fogja érzékelni, ha közel ideális a rádiós környezet.

## Sebességek
A letöltés sebességét több tényező befolyásolja:
- Bázisállomás konfigurációja, átviteli kapacitása
- Rádiós környezet minősége ( interferencia, jel-zaj viszony stb. )
- Felhasználók száma az adott cellában
- Felhasználó által használt eszköz típusa
- Felhasználó távolsága az adótoronytól, illetve a felhasználó sebessége ( áll, vagy mozgásban van a mobil terminál )

## Hazai helyzet
Magyarországon a Telenor, Telekom és Vodafone üzemeltet HSDPA hálózatot, ugyanakkor a szolgáltatást a közeljövőben tervezik kivezetni az operátorok. A Telekom 2022 második felében , a Telenor 2022. júniustól  tervezi a 3G szolgáltatásuk leállítását, a Vodafone egyelőre nem nevezte meg a lekapcsolás időpontját.